# Bjarézina
Bjarézina (også Berezina og Beresina; hviderussisk: Бярэ́зіна, tr. Bjarézina) er en flod i Hviderusland og en af bifloderne til Dnepr. Bjarézina Nationalpark, der ligger ved floden, er optaget på UNESCOs liste over biosfærereservater.

## Byer og landsbyer ved Bjarézina
- Babrujsk
- Barysaw
- Svetlagorsk

## Historie
- Napoleon Bonapartes hær led store tab (omkring 36.000 mand), da den krydsede Berezina i november 1812 under tilbagetoget fra Moskva (se Slaget ved Berezina). Siden da er ordet "berezina" anvendt som synonym for katastrofe på fransk.
- Karl 12. af Sveriges hær krydsede Berezina den 25. juni 1708 under felttoget mod Peter den Store af Rusland i Den store nordiske krig.